# Glaphyromorphus crassicauda
Glaphyromorphus crassicauda — вид сцинкоподібних ящірок родини сцинкових (Scincidae). Мешкає в Австралії і Папуа Новій Гвінеї.

## Поширення і екологія
Glaphyromorphus crassicauda мешкають на північному сході півострова Кейп-Йорк в австралійському штаті Квінсленд, на островах Торресової протоки та в дельті річки Флай на півдні Нової Гвінеї. Вони живуть в різноманітних природних середовищах, зокрема у вологих мусонних лісах і рідколіссях, в садах та на прибережних дюнах, де зустрічаються у вологих мікросередовищах, серед опалого листя і хмизу та під камінням, біля підніжжя скель і на берегах струмків. Є живородними.